# Charles Woodruff (łucznik)
Charles Sherman Woodruff (ur. 15 sierpnia 1844 w Cincinnati, zm. 8 września 1927 tamże) – amerykański łucznik, srebrny medaliska igrzysk olimpijskich w 1904 w Saint Louis. 

## Życiorys
Podczas igrzysk olimpijskich rozgrywanych w Saint Louis zdobył srebrny medal w rywalizacji drużynowej, a w zawodach indywidualnych zajął 4. miejsce w konkurencji Double American Round i 8. miejsce w konkurencji Double York Round.
Był mistrzem Stanów Zjednoczonych w konkurencji Double American Round w 1901 oraz mistrzem stanu Ohio w tej konkurencji w 1904 i 1906.
Jego żona Emily Woodruff również była łuczniczką, medalistką igrzysk olimpijskich w 1904.